# The Orleans
The Orleans Hotel and Casino är både ett kasino och ett hotell som ligger i Paradise, Nevada i USA, cirka 1,3 kilometer (km) väster om den berömda gatan The Strip. Den ägs och drivs av Boyd Gaming. The Orleans har totalt 1 885 hotellrum och en spelyta på 12 728 kvadratmeter (m2). Kasinot har också en inomhusarena Orleans Arena, där främst ishockey har spelats.
Kasinot uppfördes i december 1996 till en kostnad på 173 miljoner amerikanska dollar av kasinoföretaget Coast Casinos, som blev fusionerad med Boyd Gaming år 2004.